# Двадцать дней без войны
«Двадцать дней без войны» — советский художественный фильм 1976 года режиссёра Алексея Германа. Сценарий картины был написан Константином Симоновым на основе одноимённой повести из цикла «Из записок Лопатина», позднее включённой автором в состав романа «Так называемая личная жизнь» как его вторая часть.

## Сюжет
Немолодой писатель Василий Николаевич Лопатин (Юрий Никулин), во время войны ставший корреспондентом «Красной звезды», по дороге из Москвы в очередную командировку на фронт, в район боёв на Кавказе, делает по приказу главного редактора большой крюк. Сначала он едет в глубокий тыл, в Ташкент — чтобы проконсультировать на месте съёмочную группу, работающую над фильмом по его сталинградским очеркам, навестить семью погибшего сослуживца Рубцова, встретить новый 1943 год, пережить недолгую, яркую любовь… Словом, прожить 20 дней без войны.

## В ролях
- Юрий Никулин — интендант 2-го ранга[1] Василий Николаевич Лопатин, военный журналист
- Людмила Гурченко — Нина Николаевна (Ника), костюмер эвакуированного в Ташкент московского театра
- Рашид Садыков — секретарь ЦК КП Узбекистана Усман Юсупов
- Алексей Петренко — Юрий Строганов, капитан-лётчик, собеседник Лопатина в поезде
- Ангелина Степанова — Зинаида Антоновна, знаменитая актриса, художественный руководитель театра
- Михаил Кононов — Паша Рубцов, военкор
- Екатерина Васильева — Рубцова, вдова Паши
- Николай Гринько — Вячеслав (озвучивает Иннокентий Смоктуновский)
- Люсьена Овчинникова — Ксения Сергеевна, бывшая жена Лопатина (озвучивает Наталья Гундарева)
- Лия Ахеджакова — женщина с часами
- Дмитрий Бессонов — Веденеев, режиссёр театра, новый муж Ксении
- Зоя Виноградова — Вера, актриса
- Людмила Зайцева — Лидия Андреевна, актриса, играющая женщину-снайпера
- Владимир Мишанин — фронтовик в поезде
- Николай Михеев — подполковник, консультант кинофильма (озвучивает Игорь Ефимов)
- Юрий Соловьёв — комендант
- Вера Карпова — мачеха Нины (нет в титрах)
- Олег Корчиков — шофёр (нет в титрах)
- Аркадий Трусов — гость-певец (нет в титрах)
- Константин Симонов — текст от автора

## Съёмки
Константин Симонов сам обратился к Герману с предложением экранизировать его сценарий, хотел поработать с молодым, задиристым режиссёром. Во время подготовки к запуску картины Герман изучил архив Симонова — все фронтовые записки, которые он надиктовывал машинисткам, приезжая с фронта. Благодаря этому погружению в материал, Герману удалось так точно, художественно-документально воспроизвести атмосферу прошлого.
Сам Герман впоследствии рассказывал:

„Двадцать дней без войны“ — против фальшака войны на экранах. Мы хотели, чтобы наш рассказ соответствовал тому горю, которое пережил народ и на фронте, и в тылу, когда страшно голодали, спали, закопавшись в уголь, и из последних сил делали всё для фронта. Мы сразу поняли, что нужен правдивый главный герой. Если это будет молодой журналист, то почему ты не воюешь? Поэтому появился Юрий Никулин.— Литературная газета.
 На исполнение главной мужской роли пробовались также Василий Шукшин, Анатолий Солоницын и Николай Волков (младший). Никулин же стал от роли отказываться: «Ну какой я Лопатин! И стар, и по темпераменту другой. Да и вообще мне хочется сняться в комедийном фильме. Лопатин — не моя роль. Сниматься не буду!» Никулин с трудом дал себя уговорить приехать в Ленинград на кинопробы. «После просмотра рабочего материала с выбором Германа согласился и автор сценария — Константин Симонов, а Никулина пригласил к себе домой и долго беседовал с ним о Лопатине. Именно мнение Симонова сыграло решающую роль на художественном совете, где решалась судьба кандидатов на роли — большинство членов худсовета высказалось против Никулина. 2 января 1975 года художественный совет студии утвердил Юрия Никулина на роль военного журналиста Лопатина».
Главную женскую роль Герман собирался отдать Алле Демидовой, но Симонов не соглашался категорически. В итоге на пробы вызвали нескольких популярных актрис: Зинаиду Славину, Алису Фрейндлих, Ларису Малеванную, Людмилу Гурченко, которая и была утверждена на роль.
Роль капитана Строганова ещё во время написания сценария Герман собирался отдать Василию Шукшину, однако тот скончался в октябре 1974 года. В итоге по результатам проб был выбран Алексей Петренко.
В апреле, когда съёмочная группа уже работала в Калининграде, из Ленинграда пришло сообщение, что художественный совет студии требует заменить Юрия Никулина на другого актёра — на «Ленфильме» успели посмотреть отснятый материал. Впоследствии Герман вспоминал: 

 «Они, эти специалисты из Госкино, объявили: „Это не советский писатель, а какой-то алкаш. Это порочит наши устои!“ Требовали, чтобы я снял Никулина с картины сам. Пообещали: иначе (я цитирую) „мы вобьём вам в спину осиновый кол, и вы никогда не будете работать в искусстве. Слово коммунистов“. <…> Симонов пришёл в ярость, узнав о происходящем, он орал этим цэкистам: „Это я придумал Лопатина, он из моей головы! Вы решайте, какой у вас будет Жданов. А мне оставьте Никулина. Не трогайте Германа, оставьте его в покое!“ Симонов был членом ЦК [Герман ошибается, Симонов был кандидатом в члены ЦК КПСС в позднесталинское время], и его послушались»

### Вандализм во время съёмок
Во время съёмок фильма специалистами «Ленфильма» под руководством режиссёра Алексея Германа были произведены взрывы объекта культурного наследия народов России, замка Рагнит XV века, что способствовало в дальнейшем его разрушению. Взрыв занял в фильме 9 секунд. Была безвозвратно утеряна одна из внутренних стен замка длиной 30, высотой 10 метров и толщиной до 2 метров.

## Съёмочная группа
- Автор сценария: Константин Симонов
- Режиссёр: Алексей Герман
- Оператор: Валерий Федосов
- Художник: Евгений Гуков
- Художник по костюмам: Наталия Тореева
- Музыка: Виктор Лавров
- Монтаж: Евгения Маханкова
- Директор: Феликс Эскин